# Платтен, Фриц Петрович
Фриц Петро́вич Пла́ттен (нем. Fritz Platten, полное имя Фридрих; 8 июля 1883 — 22 апреля 1942) — швейцарский деятель международного социалистического и коммунистического движения. Друг В. И. Ленина. Погиб в лагерях 22 апреля 1942 при невыясненных обстоятельствах. Место захоронения неизвестно. После смерти Сталина был посмертно реабилитирован.

## Биография
Родился 8 июля 1883 года в городке Таблат кантона Санкт-Галлен (Швейцария) в семье столяра-краснодеревщика. Поступил учеником на металлообрабатывающий завод в Цюрихе, в дальнейшем стал кадровым рабочим-наладчиком станков. По профессии — слесарь. В 19 лет в результате несчастного случая был вынужден оставить завод и устроиться служащим Цюрихского магистрата.
В 1904 году вступил в рабочий просветительский союз «Эйнтрахт» (рус. «Согласие»). После участия в демонстрации 1 мая 1905 года (на которой он нёс красное знамя во главе колонны) был уволен из магистрата.
Во время Русской революции 1905—1907 годов нелегально приехал в Российскую империю, в 1906 году принимал участие в революционных событиях в Лифляндской губернии. Был арестован, в марте 1908 года покинул Ригу, прячась от жандармов в дымовой трубе парохода, отплывавшего из Рижского порта в Гамбург. В 1911—1921 годах состоял в Правлении Социал-демократической партии Швейцарии, в 1912 году избран его секретарём. Руководил всеобщей забастовкой 1912 года в Цюрихе.
В годы Первой мировой войны поддержал антиимпериалистическую и антивоенную позицию левого крыла социал-демократического движения; отошёл от Второго Интернационала. Принимал участие в работе Циммервальдской (1915) и Кинтальской (1916) конференций, на которых примкнул к революционному крылу — Циммервальдской левой. В сентябре 1915 года Циммервальде познакомился с Владимиром Ильичом Лениным, с которым тесно сдружился во время проживания последнего в Цюрихе. При помощи Платтена Ленин смог оформиться на жительство в городе и получил доступ к Центральной библиотеке социальной литературы.
Пользуясь связями СДПШ, весной 1917 года добился пропуска поезда с русскими политэмигрантами во главе с Лениным через немецкую территорию, после чего совместно с видными шведскими левыми социалистами (Фредриком Стрёмом, Отто Гримлундом, Туре Нерманом переправил их в Финляндию. 
1 (14) января 1918 года при первом покушении на Ленина в Петрограде, прикрывая его своим телом от пуль, был ранен в правую руку. Сестра Ленина Мария Ульянова вспоминала:
1 (14) января 1918 года, под вечер, Владимир Ильич выступал в Михайловском манеже перед первым отрядом социалистической армии, уезжавшим на фронт.
На митинг его сопровождали: швейцарский товарищ Платтен и пишущая эти строки. Выйдя после митинга из манежа, мы сели в закрытый автомобиль и поехали в Смольный. Но не успели мы отъехать и нескольких десятков саженей, как сзади в кузов автомобиля, как горох, посыпались ружейные пули. «Стреляют», — сказала я. Это подтвердил и Платтен, который первым долгом схватил голову Владимира Ильича (они сидели сзади) и отвёл её в сторону, но Ильич принялся уверять нас, что мы ошибаемся и что он не думает, чтобы это была стрельба. После выстрелов шофёр ускорил ход, потом, завернув за угол, остановился и, открыв двери автомобиля, спросил: «Все живы?» — «Разве в самом деле стреляли?» — спросил его Ильич. «А то как же, — ответил шофёр, — я думал — никого из вас уже и нет. Счастливо отделались. Если бы в шину попали, не уехать бы нам. Да и так ехать-то очень шибко нельзя было — туман, и то уж на риск ехали».
Всё кругом было действительно бело от густого питерского тумана.
Доехав до Смольного, мы принялись обследовать машину. Оказалось, что кузов был продырявлен в нескольких местах пулями, некоторые из них пролетели навылет, пробив переднее стекло. Тут же мы обнаружили, что рука т. Платтена в крови. Пуля задела его, очевидно, когда он отводил голову Владимира Ильича, и содрала на пальце кожу.

«Да, счастливо отделались», — говорили мы, поднимаясь по лестнице в кабинет Ильича.
В знак протеста против высылки из Швейцарии миссии Советской России во главе с Яном Берзиным Платтен инициировал однодневную стачку в Цюрихе 9 ноября 1918 года. 
Он участвовал в основании Коммунистического интернационала, в марте 1919 года входил в состав Президиума I Конгресса Коминтерна. Первая попытка вернуться в Швейцарию оказалась неуспешной - сразу же после переезда через границу с Финляндией он был арестован финскими властями и только после переговоров возвращён советским властям. На протяжении 1919—1920, действуя на различных фронтах Гражданской войны, подвергался преследованию и аресту со стороны властей Германии, Литвы, украинской Директории и Румынии. 
После возвращения в Швейцарию опять был осуждён военным судом — за «подстрекательство к восстанию» он был заочно приговорён к шести месяцам заключения.
Добивался приёма СДПШ в Коминтерн, после чего организовал отдельную Коммунистическую партию Швейцарии и был избран её первым секретарём (5 марта 1921). В новой партии очень скоро у Платтена возникли трения с коллегами. Поэтому в 1923 году он решил уехать в революционную Россию и вместе с сотней своих соотечественников начать создавать там сельскохозяйственные кооперативы. Швейцария не возражала. Газета «Neue Zürcher Zeitung» («NZZ») лаконично прокомментировала: «После того, как Россия прислала в Швейцарию множество опасных агитаторов, будет справедливо, если хотя бы один подрывной элемент от нас уедет».
Ещё 27 июля 1920 года обратился к Ленину с письмом, в котором сообщал о желании группы швейцарских квалифицированных рабочих и инженеров переселиться в Советскую Россию. Возможно, поводом для этой просьбы послужил разговор, состоявшийся с Лениным ещё в Москве. Тогда Владимир Ильич высказался о том, что неплохо было бы заграничным товарищам помочь русским крестьянам в построении новой жизни и освоении передовых сельскохозяйственных технологий, для чего создать в Советской России образцово-показательные сельхозкоммуны.
Идея была поддержана, но реализовать её удалось лишь три года спустя. Летом 1923 года в составе группы швейцарских добровольцев (21 человек, включая 6 детей) прибыл с семьёй (77-летним отцом Петером Платтеном и матерью Паулиной Платтен) в Советский Союз, где провёл остаток жизни. В заброшенном имении Новая Лава Сызранского уезда основал коммуну швейцарских рабочих-эмигрантов, получившую название «Солидарность». Согласно документам, организованная швейцарцами коммуна взяла имение в аренду. В российскую глубинку иностранцы приехали не с пустыми руками. Право переселиться в нашу страну получили лишь те коммунары, которые смогли уплатить паевой взнос в 1200 рублей. На эти средства в Швейцарии были закуплены 20-сильный трактор «Кливленд» и прочая техника: плуги, сеялки, автогенный аппарат, кормозапарник, аппараты для переработки молочных продуктов, оборудование для лесопилки.
Весной 1924 г. из-за границы прибыло пополнение, и численность эмигрантов превысила 70 человек, около половины из которых — 34 человека — были коммунистами. В интервью сызранской газете «Красный Октябрь» глава коммуны так определил цель их прибытия в российскую глубинку: «Мы приехали в Россию не потому, что испугались преследования нас, коммунистов, швейцарскими властями. Наша главная цель — создать примерное хозяйство, дабы тем самым показать, как надо его вести по всем правилам агрономической культуры и научного опыта». А для этого нужно соответствующее оборудование и техника. Поэтому прибыли коммунары не с пустыми руками: в Швейцарии закупили гусеничный трактор мощностью 20 лошадиных сил, автогенный аппарат для ремонта техники, токарный станок, механизмы для резки и варки кормов, переработки молока и даже для наблюдения за погодой. Кроме традиционных культур, коммунары собирались выращивать непривычные для этих мест кукурузу, клевер, люцерну и др.
Принявшись за работу, коммунары капитально отремонтировали шесть домов и четыре построили заново. Запустили мельницу и лесопилку, оборудовали столярную и слесарную мастерские. На животноводческой ферме, где было 11 дойных коров, 19 лошадей, гуси да куры, поставили соломо- и картофелерезки, распахали заброшенные земли. За селом разбили большой фруктовый сад, в самом селе открыли столовую и избу-читальню.
«На плоской, бедной водой возвышенности мы боролись с засухой, свойственной району Новая Лава. В 1924 г. знойное солнце уничтожило наши посевы. В сады нужно было вручную натаскивать тысячи ведер воды. Трудились в среднем по 12 часов. Лентяям у нас не было места», — писал в своем дневнике Ф. Платтен. Со временем Платтен перебрался в Москву, а в село наезжал лишь на революционные праздники. К весне 1927 г. поближе к столице, в деревню Васькино (Чеховский район, Московской области), переселились и коммунары, где к ним присоединились крестьянские семьи из соседних деревень. Возведённые ими строения, сельхозинвентарь и скот были переданы губсельтресту.
В 1931 году занял должность старшего научного сотрудника Международного аграрного института в Москве, а также преподавал в Московском институте иностранных языков.

### Арест, заключение и гибель
В годы «большого террора 1937—1938 гг.» Платтен был отстранён от работы в Коминтерне и арестован 12 марта 1938 года по подозрению в шпионаже в пользу одного из иностранных государств. ВКВС был приговорён к 4 годам ИТЛ без поражения в правах за «незаконное хранение оружия»; Платтен хранил карманный маузер, на который у него не было разрешения. Следствием было установлено, что шпионской деятельностью он не занимался.
Отбывал наказание в лагере Липово (ныне Няндомского муниципального района Архангельской области Российской Федерации). Сохранилось 20 писем из заключения, из них было видно что Платтен тяжело болел и голодал и почти не мог работать. В письмах, адресованных Ольге Свенцицкой, Платтен высказывал надежду на справедливость и скорое освобождение: «Буду стараться хорошей работою сократить свой срок заключения». Платтен постоянно рассказывал товарищам по заключению о встречах с Лениным, начал писать воспоминания о нём.
12 марта 1942 года срок заключения Платтена истёк, но его не освободили. Последнее письмо из лагеря было написано 25 марта 1942 года не самим Платтеном, а с его слов. Сообщалось о тяжёлом состоянии Платтена, о том, что он лежит в больнице «слабый и пухлый».
Скончался 22 апреля 1942 года — в очередную годовщину рождения Ленина. В официальной справке выданной родственникам сказано, что Платтен, «отбывая наказание, умер от сердечно-сосудистого заболевания». Его похоронили в общей могиле, и точное место захоронения неизвестно.
По другим сведениям, 22 апреля Платтен погиб в лагере при невыясненных обстоятельствах: так как Платтен не мог работать, конвоир вывел Платтена в кусты и застрелил. Эту версию подтвердил также сын Платтена, выступая осенью 1988 года в Москве на вечере, посвященном 105-летию со дня рождения отца. По его словам, он в 1958 году получил покаянное письмо от бывшего лагерного конвоира, который писал, что по устному приказу лагерного начальника лично вывел Платтена за ограду и пристрелил его, ибо у того закончился лагерный срок.
Ольга Свенцицкая, которую связывали с Платтеном давние дружеские отношения, и её дочь Елена Чистякова-Дружинина сделали всё возможное для восстановления доброго имени Фрица Платтена. 15 мая 1956 года он был посмертно полностью реабилитирован.

### Жёны
- Первой женой Платтена была Лина Хаит. Она помогла ему освободиться под залог из Рижской тюрьмы, продав всё своё приданое, включая кольцо и серьги. Фриц Платтен и Лина Хаит развелись: жена не выдержала напряженной революционной жизни своего мужа[10]. Сын — Георгий Фрицевич Платен (р. 1909; фамилия отличается от фамилии отца отсутствием одной из букв «т»)[11].

- Вторая жена Платтена — Ольга — была дочерью известного русского эсперантиста Николая Корзлинского. Узнав из газет, что её муж приговорён румынским судом к казни через повешение (информация оказалась ложной), Ольга Николаевна 31 декабря 1918 года в Цюрихе покончила жизнь самоубийством, выбросившись из окна[12]. Сын — Фриц Николаус, жил в Швейцарии, несколько раз встречался со своим неполнородным братом.
- Третьей женой Платтена была Берта Циммерман (Берта Георгиевна Платтен-Циммерман во время проживания в СССР). Родилась в 1902 году в Цюрихе. Работала иностранным секретарём службы связи Исполнительного комитета Коммунистического Интернационала. В 1937 году арестована НКВД по сталинским спискам и осуждена как агент двух иностранных разведок: английской и германской[13]. 2 декабря 1937 года Военной Коллегией Верховного суда СССР за участие в троцкистской организации осуждена к расстрелу. 2 июня 1956 года Военной Коллегией Верховного суда СССР реабилитирована[14].

## Память
В городе Няндома есть улица Фрица Платтена. А также на одном из зданий установлена мемориальная доска.
На здании Московского государственного лингвистического университета на улице Остоженка, 38 установлена мемориальная доска «Здесь с 1931 по 1938 год работал видный деятель международного рабочего движения, швейцарский коммунист Фриц Платтен».

## Киновоплощения
- Юрий Волков (На одной планете, 1965)
- Шавьер Элоррьяга[англ.] (Ленин. Поезд, 1988)
- Юрий Маслак (Ленин. Неизбежность/The Lenin Factor, 2019)